# Kinderhandy
Kinderhandys sind speziell für Kinder angefertigte Handys. In ihrer oft eingeschränkten Funktion ähneln sie stark Seniorenhandys, haben aber ein kindliches Design.
Kinderhandys sollten in erster Linie einfach zu bedienen sein, Möglichkeiten zur Handyortung bieten und robust sein.
Der Sinn von speziellen Kinderhandys ist kontrovers, es wird empfohlen, stattdessen den Kindern ältere Erwachsenenhandys zur Verfügung zu stellen. Die besondere Ausrichtung auf die Fähigkeiten und Nöte der Kinder beschränkt sich in diesem Fall nur auf die Auswahl eines speziellen Tarifs, in der Regel wird der Erwerb einer Prepaid-Karte nahegelegt, um eine gewisse Kostenkontrolle zu gewährleisten.
Auf dem Markt befinden sich mehrere Modelle, z. B. von Samsung das S3030 Tobi oder von Sony Ericsson das T303 Kinderhandy.